# Parafia Ducha Świętego w Słubicach

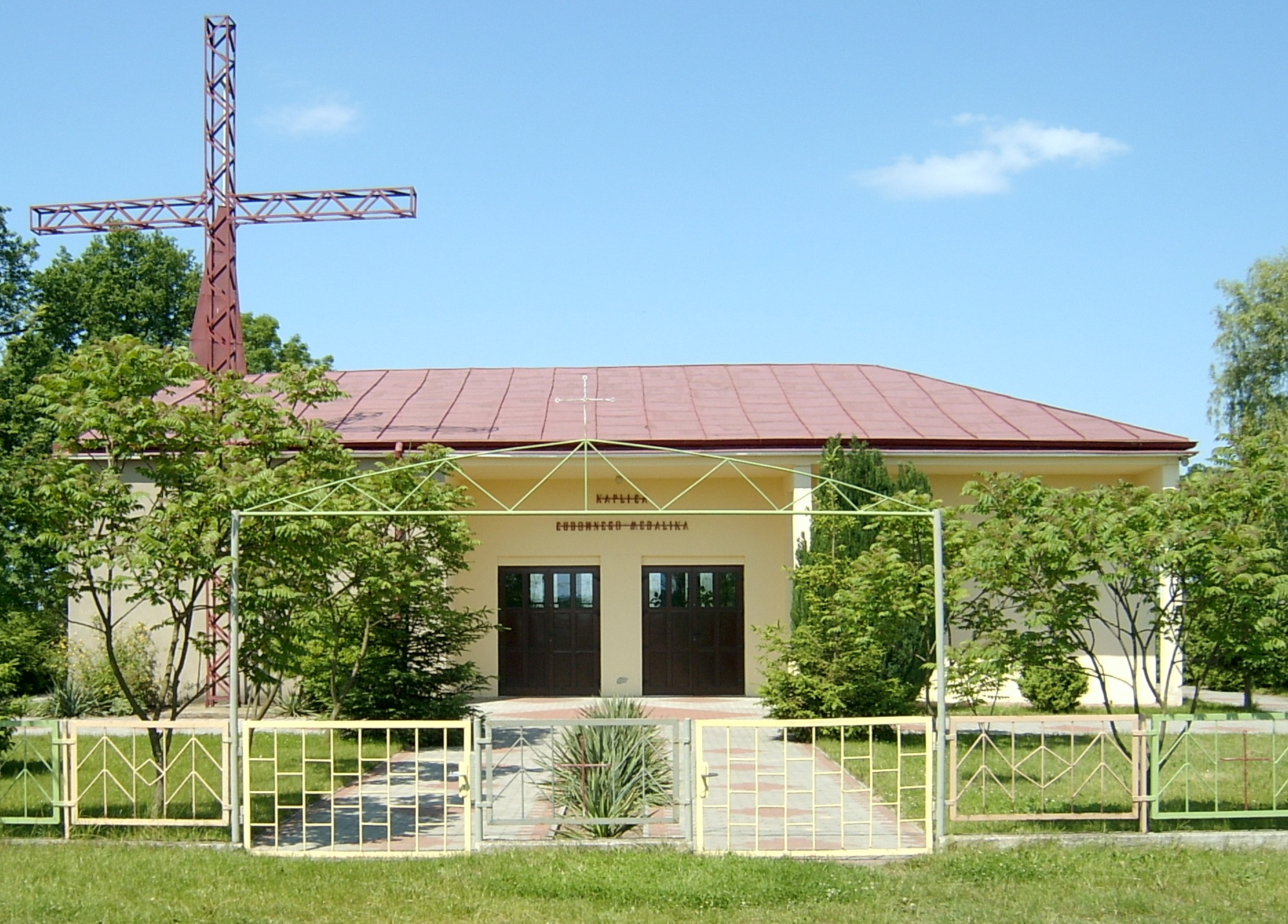
Kaplica pw. MB Cudownego Medalika na Osiedlu Krasińskiego w Słubicach

Parafia pw. Ducha Świętego w Słubicach – jedna z dwóch rzymskokatolickich parafii w mieście Słubice, należąca do dekanatu Rzepin diecezji zielonogórsko-gorzowskiej, metropolii szczecińsko-kamieńskiej w Polsce, erygowana 2 października 1988. Mieści się przy ulicy Wojska Polskiego.

## Historia parafii
- 1988 – zakup od miejscowego gospodarza zdewastowanego domu i zabudowań gospodarczych. Po uzyskaniu zgody władz miejskich budynki gospodarcze dostosowano do celów sakralnych, tworząc kaplicę, która do dzisiaj służy celom kultowym. Nową parafię utworzono z podziału parafii NMP Królowej Polski w Słubicach.
- 2 października 1988 – akt erekcyjny pod budowę nowego kościoła.
- 1991–1995 – budowa kościoła.
- 1995 – poświęcenie kościoła przez bpa Adama Dyczkowskiego.
- 17 września 2006 – msza święta koncelebrowana w intencji ofiar Sybiru oraz za żyjących Sybiraków.
- 26 października 2006, godz. 15.30 – uroczystość poświęcenia i wręczenia sztandaru gminy Słubice. Rodzicami chrzestnymi sztandaru byli radni poprzedniej już kadencji – Kazimiera Jakubowska i Eugeniusz Przeworski. Po uroczystości w korowodzie sztandar został odprowadzony do Urzędu Miejskiego, gdzie odbyła się jego prezentacja na sesji rady miejskiej.
- 2 kwietnia 2007, godz. 20.00 – Requiem dla Jana Pawła II w 2. rocznicę jego śmierci.
- 18 kwietnia 2007 – koncert chórów II edycji ogólnopolskiego projektu „Śpiewająca Polska”. Przedszkolny chór pod dyrekcją Pani Magdaleny Iłowskiej- Pilarskiej wykonał dwa utwory, w tym jeden sakralny.
- 31 maja 2007, godz. 18 – spotkanie parafialne z ikoną „Jezus z przyjacielem” (w ramach Wspólnoty Taize)

## Miejsca święte

### Kościół parafialny
- Kościół pw. Świętego Ducha w Słubicach

### Kościoły filialne i kaplice
- Drzecin – pw. MB Rokitniańskiej bud. w latach 1989–1990, pośw. 10 listopada 1990, odpust: 15 sierpnia.
- Lisów – pw. Najświętszego Serca Pana Jezusa, gotyk, bud. w XV w., rozbudowany o transept w XIX w., spalony w czasie II wojny światowej, odbudowany w 1962 i poświęcony 25 października 1962, odpust: Uroczystość NSPJ.
- Kolonia Nowy Lubusz – pw. św. Maksymiliana M. Kolbe (kaplica), pośw. 9 listopada 1990, odpust: 14 sierpnia.
- Pławidło: pw. św. Stanisława Kostki (kaplica), przebudowana ze świetlicy wiejskiej, pośw. 9 listopada 1990, odpust: 18 września.
- Słubice Osiedle Krasińskiego – pw. MB Cudownego Medalika Kościół, pośw. 20 września 1984, odpust: 27 listopada.
- Nowy Lubusz – pw. Krzyża św. zaadaptowana świetlica wiejska.
- Słubice – kaplica szpitalna pw. MB Nieustającej Pomocy
- Słubice – kaplica pw. Wszystkich Św. - Katolickie Centrum Studenckie

## Obszar parafii

### Miejscowości i ulice
Drzecin (6 km), Lisów (10 km), Nowy Lubusz (7 km), Pławidło (8 km), oraz osiedla i ulice w Słubicach:

- pl. Bohaterów (4-14),
- Bohaterów Warszawy,
- Bratkowa,
- Chopina,
- Chrobrego,
- Drzymały,
- Os. Grzybowe,
- Jagiełły,
- Jedności Robotniczej,
- Kanałowa,
- Konstytucji 3 Maja,
- Kopernika,
- Os. Kopernika,
- Krasińskiego,
- Kwiatowa,
- Liliowa,
- Mickiewicza,
- Mieszka I,
- Nadodrzańska,
- Ogrodowa,
- Piłsudskiego,
- Piska,
- pl. Przyjaźni (17-28),
- Rysia,
- Szamarzewskiego,
- Seelowska,
- Sokola,
- Staszica,
- Szczecińska,
- Wałowa,
- Ks. Wawrzyniaka,
- Witosa,
- Wojska Polskiego,
- pl. Wolności,
- Os. Komes.

## Duszpasterze

### Proboszczowie
- ks. kan. Andrzej Wawrzysiuk – od 1 lutego 2022[1]
- ks. kan. Henryk Wojnar  – od 1 sierpnia 2016
- ks. kan. Józef Zadworny – od 30 września 1988

## Grupy parafialne
Grupa modlitewna Odnowy w Duchu Świętym, Duszpasterstwo Akademickie "Parakletos", Wspólnota Taize, Terenowe Biuro Radia Maryja, Koło Przyjaciół Paradyża, Koło Przyjaciół Radia Maryja.